# Allium ertugrulii
Allium ertugrulii är en amaryllisväxtart som beskrevs av Demir. och Uysal. Allium ertugrulii ingår i släktet lökar, och familjen amaryllisväxter. Inga underarter finns listade i Catalogue of Life.